# Región de West Coast
West Coast es una región de Nueva Zelanda en la costa oeste de la Isla Sur. Su ciudad capital es la ciudad de Greymouth.

## Población

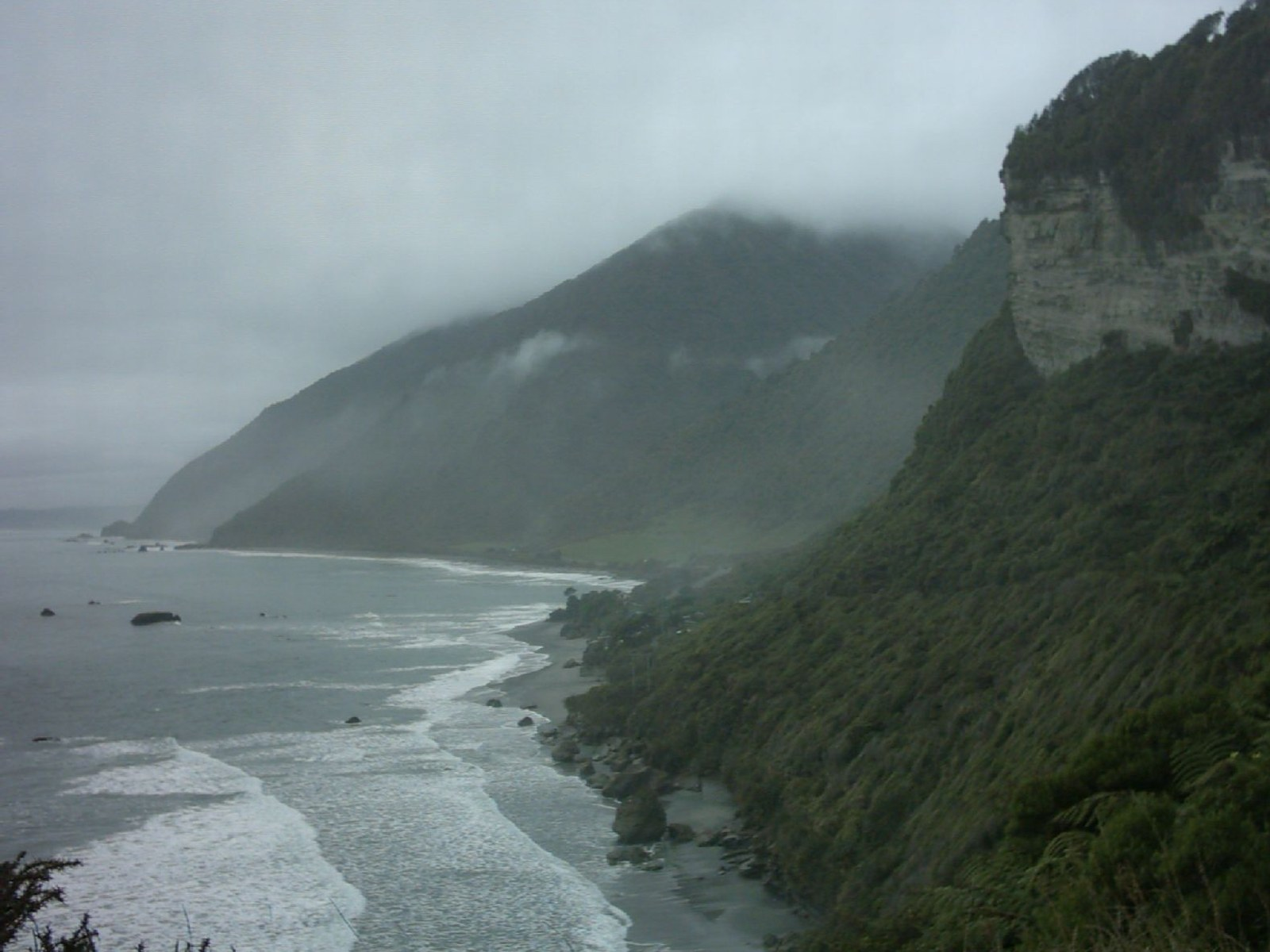
Norte de Greymouth, West Coast, Nueva Zelanda

Su territorio ocupa una superficie de 23.600 km², un área similar a la de la isla de Cerdeña y más grande que países como Eslovenia o Israel. La población de esta división administrativa se encuentra compuesta por un total de 31.326 personas (según las cifras que arrojaron el censo llevado a cabo en el año 2006). Mientras que su densidad poblacional es de 1,4 habitantes por cada kilómetro cuadrado aproximadamente.
Las principales poblaciones de la Costa Oeste son Greymouth, Westport y Hokitika. Durante la fiebre del oro Hokitika alcanzó una población de más de 25.000 y llegó a tener más de 100 locales que servían alcohol. 
- Datos: Q541468
- Multimedia: West Coast Region / Q541468